# Theridula theriella
Theridula theriella là một loài nhện trong họ Theridiidae.
Loài này thuộc chi Theridula. Theridula theriella được Embrik Strand miêu tả năm 1907.